# Kamendaka
Kamendaka är ett släkte av insekter. Kamendaka ingår i familjen Derbidae.

## Dottertaxa tillKamendaka, i alfabetisk ordning[1]
- Kamendaka aculeata
- Kamendaka albipennis
- Kamendaka albomaculata
- Kamendaka amboinensis
- Kamendaka annulata
- Kamendaka australis
- Kamendaka camerunensis
- Kamendaka discicara
- Kamendaka elaeis
- Kamendaka flava
- Kamendaka frontistriata
- Kamendaka fusca
- Kamendaka fuscofasciata
- Kamendaka gashakae
- Kamendaka hargreavesi
- Kamendaka hyalina
- Kamendaka ifeana
- Kamendaka incommoda
- Kamendaka indefessa
- Kamendaka insolita
- Kamendaka izzardi
- Kamendaka javana
- Kamendaka jokaji
- Kamendaka karnyi
- Kamendaka kordofana
- Kamendaka koreana
- Kamendaka lar
- Kamendaka laratica
- Kamendaka longmani
- Kamendaka luzonensis
- Kamendaka maculiferens
- Kamendaka maculosa
- Kamendaka maquilingensis
- Kamendaka maskeliyae
- Kamendaka mindanensis
- Kamendaka minor
- Kamendaka muiri
- Kamendaka nigeriana
- Kamendaka nigromaculata
- Kamendaka nigrospersa
- Kamendaka nivea
- Kamendaka obscura
- Kamendaka octoguttata
- Kamendaka opacipennis
- Kamendaka ouwensii
- Kamendaka perplexa
- Kamendaka philippina
- Kamendaka polyphema
- Kamendaka pseudalbomaculata
- Kamendaka pulcher
- Kamendaka pulchra
- Kamendaka punctata
- Kamendaka robusta
- Kamendaka rubrinervis
- Kamendaka saccharivora
- Kamendaka serrata
- Kamendaka similis
- Kamendaka sordida
- Kamendaka soyerae
- Kamendaka spectra
- Kamendaka straminea
- Kamendaka taiensis
- Kamendaka tayabasensis
- Kamendaka transversistriata
- Kamendaka triangularis
- Kamendaka ugandensis
- Kamendaka ukutu
- Kamendaka velata
- Kamendaka versicolor
- Kamendaka vittata